# Troppauer EV
Troppauer EV (celým názvem: Troppauer Eislaufverein) byl německý klub ledního hokeje, který sídlil v Opavě. Založen byl v roce 1908. Využíval přírodního kluziště, které stávalo na místě dnešního stadionu. Po Vídni a Budapešti se jednalo o největší kluziště ve střední Evropě, vzniklo v roce 1858. Již v roce 1927 byly vypracovány podmínky na vybudování kluziště s umělým ledem Opavě. V roce 1935 započaly stavební práce, ale nedostatek financí a politická situace neumožnila stavbu dokončit. Přesto se stal opavský celek mistrem německého svazu a byl začleněn do nově vzniklé československé ligy. V roce 1940 se zúčastnil svého prvního německého mistrovství v ledním hokeji. V základní skupině B klub odehrál pět zápasů, z toho čtyři prohrál a jednou remizoval s ESV Füssen. Následující rok se zúčastnil dalšího ročníku. V základní skupině B odehrál dva zápasy, které prohrál proti Berlineru SC poměrem 1:8 a proti Düsseldorferu EG poměrem 2:6. Pro Opavu zničující válka znamenala i zánik Troppaueru EV.
Mezi slavné hráče klubu se řadí Wilhelm Heinz, Wolfgang Dorasil, Johann Lichnowski a Hans Mattern.

## Přehled ligové účasti
Stručný přehled
Zdroj: 

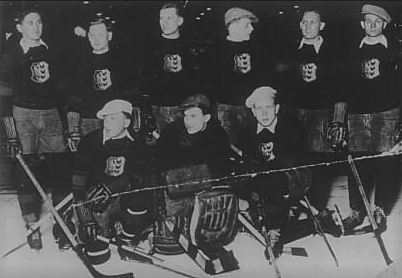
Hokejové mužstvo Troppauer EV.

- 1936–1937: Státní liga (1. ligová úroveň v Československu)
- 1937–1938: Státní liga – sk. A (1. ligová úroveň v Československu)
- 1940–1941: Deutsche Eishockey-Meisterschaft (1. ligová úroveň v Německu)

Jednotlivé ročníky
Zdroj: 
Legenda: ZČ - základní část, červené podbarvení - sestup, zelené podbarvení - postup, fialové podbarvení - reorganizace, změna skupiny či soutěže
| Československo (1936 – 1938)    |                        |           |          |                                       |                              |
| Sezóny                          | Soutěž                 | Úroveň    | ZČ       | Play-off, nadstavba, sk. o udržení... | Poznámky                     |
| 1936/37                         | Státní liga            | 1. úroveň | 6. místo |                                       | Reorganizace                 |
| 1937/38                         | Státní liga – sk. A    | 1. úroveň | 7. místo |                                       | Odstoupení z českých soutěží |
| Velkoněmecká říše (1939 – 1941) |                        |           |          |                                       |                              |
| Sezóny                          | Soutěž                 | Úroveň    | ZČ       | Play-off, nadstavba, sk. o udržení... | Poznámky                     |
| ...                             |                        |           |          |                                       |                              |
| 1940                            | Deutsche Meisterschaft | 1. úroveň | nehráno  | Základní skupina B (5. místo)         |                              |
| 1941                            | Deutsche Meisterschaft | 1. úroveň | nehráno  | Základní skupina B (3. místo)         |                              |